# Шабаць

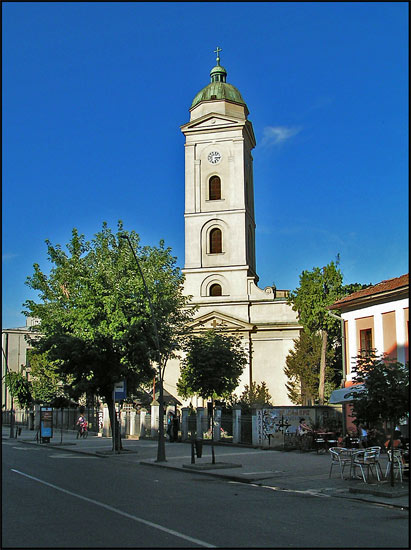
Православна церква в місті

Шáбаць (серб. Шáбац, Šabac) — місто в Сербії, центр Мачванського округу і громади Шабаць. Місто розташоване в західній частині Сербії, на березі річки Сава.

## Походження назви
Існує кілька гіпотез походження назви міста, але жодна з них не має підтвердження. Найімовірніше ім'я міста пов'язане з річкою Сава: Сава — Савац — Сабац — Шабац.

## Історія
В кінці XVIII — початку XIX століття, під час війни Росії і Австрії проти Туреччини, місто-фортеця Шабац виявився в епіцентрі подій. На сторінках «Енциклопедичного словника Брокгауза і Єфрона» ці події описуються так: "У 1788 р … турецький гарнізон Ш. здався австрійцям 23 квітня, після нетривалого бомбардування. Після укладення миру Ш. знову перейшов під владу турків. У 1804 р, при повстанні сербів проти Туреччини, вони в кінці березня взяли Ш. штурмом, але вже в серпні турки вигнали їх звідти. Потім сербські війська, під начальством Георгія Чорного, знову підступили до Ш., і турки пішли звідти, не надавши опору. У грудні 1805 р невеликий сербський гарнізон, залишений в Ш., був захоплений ворогом зненацька і весь знищений. У січні 1806 р серби, в більш значних силах, обклали місто, але дворазова спроба їх взяти Ш. штурмом зазнала невдачі. У липні, коли частина стояли військ біля Ш. пішла на підкріплення головних сербських сил, турецький загін в 5 тис. Чоловік, перейшовши через річку Дрину, раптово атакував залишилися у Ш. війська, прогнав їх і звільнив фортецю. Дізнавшись про це, Георгій Чорний рушив з 8 тис. з Белграда, розбив ворожі війська між Баланью і Крупоні і, залишивши під Ш. 3 тис. чоловік, повернувся до Белграду. У серпні того ж року турецький гарнізон намагався пробитися з Ш. силою, але невдало, а на початку лютого 1807 р здався на капітуляцію ".

## Відомі уродженці і жителі
- Любіша Йованович (1908—1971) — сербський югославський актор театру, кіно і телебачення.
- Шабан Шаулич (1951—2019) — сербський музикант.